# Communauté d'agglomération du pays d'Aix
Cet article concerne l'ancienne communauté d'agglomération. Pour le territoire de la métropole d'Aix-Marseille-Provence, voir Pays d'Aix.
Pour les articles homonymes, voir CPA.
La communauté d'agglomération du pays d'Aix (CPA) est une ancienne communauté d'agglomération française, située dans les départements des Bouches-du-Rhône et du Vaucluse, et la région Provence-Alpes-Côte d'Azur.
Le 1er janvier 2016, elle a fusionné avec cinq autres intercommunalités pour former la métropole d'Aix-Marseille-Provence. Les 36 communes de l'ancienne communauté d'agglomération forment aujourd'hui le territoire du pays d'Aix au sein de la métropole.

## Historique
Le 21 décembre 1993, les six communes d'Aix-en-Provence, Bouc-Bel-Air, Coudoux, Saint-Cannat, Venelles et Vitrolles constituent la communauté de communes du pays d'Aix.
Au cours des années qui suivent, 13 nouvelles communes font leur entrée. Dans le cadre de la loi Chevènement, celles-ci décident de former en janvier 2001 la communauté d'agglomération du pays d'Aix (CPA), élargissant à cette occasion le périmètre à 14 nouvelles communes. En janvier 2002 la commune de Mimet rejoint la CPA.
Le 1er janvier 2014, Gardanne et Gréasque rejoignent la CPA portant ainsi la communauté d'agglomération à 36 communes, pour 402 040 habitants et 133 334 hectares (1 333,34 km²). Le nombre de conseillers communautaires passe ainsi à 153.
Lors des élections municipales de 2014 les conseillers communautaires sont élus au suffrage universel pour la première fois. Le nombre de conseillers communautaires est réduit de 153 à 92.
Le 1er janvier 2016, la CPA disparait au sein de la métropole d'Aix-Marseille-Provence.

## Chiffres clés
- Trente-six communes, dont sept de plus de 10 000 habitants et une de moins de 200 habitants.
- 402 040 habitants dans toute la communauté d'agglomération
- une moyenne de 302 hab./km2
- un territoire de 133 334 hectares (1 333 km2)
- 145 000 actifs
- 800 000 touristes
- 40 000 étudiants

## Compétences

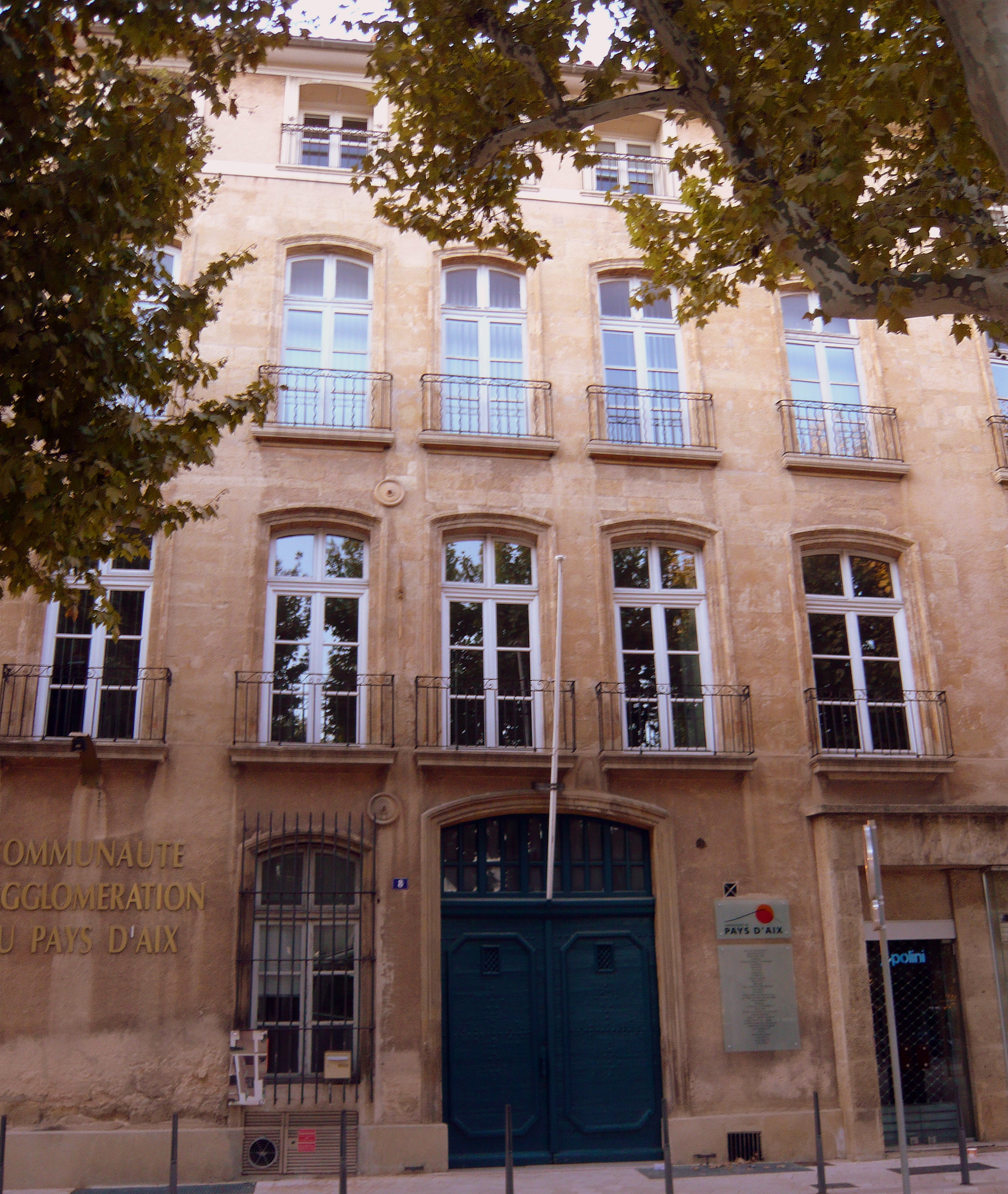
L'Hôtel de Boadès à Aix, siège de la Communauté d'agglomération

### Compétences obligatoires
- Le développement économique
- L'aménagement de l'espace communautaire
- L'organisation des transports
- L'équilibre social de l'habitat sur l'espace communautaire
- La politique de la ville dans la Communauté
- Les dispositifs d'insertion économique et sociale.

### Compétences optionnelles
- La voirie et les parcs de stationnement
- La protection et la mise en valeur de l'environnement et du cadre de vie
- Les équipements culturels et sportifs d'intérêt communautaire
- L'élimination et la valorisation des déchets ménagers.

### Compétences facultatives
- La protection et la mise en valeur du patrimoine naturel des espaces forestiers
- La charte intercommunale de l'environnement
- Le projet de l'Europôle méditerranéen de l'Arbois
- Le maintien et le développement de l'agriculture
- Le traitement des entrées de villes et de villages
- Les études en matière d'assainissement
- Le service public d'assainissement non collectif
- Les terrains d'accueil pour les gens de voyages
- Le système d'informations géographiques (S.I.G) communautaire
- La charte intercommunale d'aménagement et de développement
- Le schéma d'orientation visant la mise en cohérence des POS communaux
- La politique culturelle communautaire
- La politique sportive communautaire

## Composition
La communauté d'agglomération se composait de 35 communes des Bouches-du-Rhône et 1 commune du Vaucluse (Pertuis) :
| Nom                     | Code Insee | Gentilé         | Superficie (km2) | Population (dernière pop. légale) | Densité (hab./km2) |
| ----------------------- | ---------- | --------------- | ---------------- | --------------------------------- | ------------------ |
| Aix-en-Provence (siège) | 13001      | Aixois          | 186,08           | 143 006 (2016)                    | 769                |
| Beaurecueil             | 13012      | Beaurecueins    | 9,86             | 545 (2014)                        | 55                 |
| Bouc-Bel-Air            | 13015      | Boucains        | 21,75            | 14 477 (2016)                     | 666                |
| Cabriès                 | 13019      | Cabriessiens    | 36,55            | 9 492 (2014)                      | 260                |
| Châteauneuf-le-Rouge    | 13025      | Négréliens      | 13,15            | 2 171 (2014)                      | 165                |
| Coudoux                 | 13118      | Coudoucens      | 12,65            | 3 564 (2014)                      | 282                |
| Éguilles                | 13032      | Éguillens       | 34,07            | 7 579 (2014)                      | 222                |
| Fuveau                  | 13040      | Fuvelains       | 30,02            | 9 638 (2014)                      | 321                |
| Gardanne                | 13041      | Gardannais      | 27,02            | 20 407 (2016)                     | 755                |
| Gréasque                | 13046      | Gréasquens      | 6,15             | 4 033 (2014)                      | 656                |
| Jouques                 | 13048      | Jouquards       | 80,35            | 4 377 (2014)                      | 54                 |
| Lambesc                 | 13050      | Lambescains     | 65,34            | 9 459 (2014)                      | 145                |
| Meyrargues              | 13059      | Meyrarguais     | 41,67            | 3 738 (2014)                      | 90                 |
| Meyreuil                | 13060      | Meyreuilais     | 20,13            | 5 371 (2014)                      | 267                |
| Mimet                   | 13062      | Mimétains       | 18,70            | 4 591 (2014)                      | 246                |
| Les Pennes-Mirabeau     | 13071      | Pennois         | 33,66            | 21 361 (2016)                     | 635                |
| Pertuis                 | 84089      | Pertuisiens     | 66,23            | 19 523 (2014)                     | 295                |
| Peynier                 | 13072      | Peynierens      | 24,76            | 3 233 (2014)                      | 131                |
| Peyrolles-en-Provence   | 13074      | Peyrollais      | 34,90            | 4 912 (2014)                      | 141                |
| Puyloubier              | 13079      | Puyloubiérens   | 40,85            | 1 817 (2014)                      | 44                 |
| Le Puy-Sainte-Réparade  | 13080      | Puechens        | 46,29            | 5 476 (2014)                      | 118                |
| Rognes                  | 13082      | Rognens         | 58,32            | 4 777 (2014)                      | 82                 |
| La Roque-d'Anthéron     | 13084      | Rocassiers      | 25,49            | 5 461 (2014)                      | 214                |
| Rousset                 | 13087      | Roussetains     | 19,50            | 4 730 (2014)                      | 243                |
| Saint-Antonin-sur-Bayon | 13090      | Antoninois      | 17,57            | 127 (2014)                        | 7,2                |
| Saint-Cannat            | 13091      | Saint-Cannadens | 36,54            | 5 644 (2014)                      | 154                |
| Saint-Estève-Janson     | 13093      | Saint-Estevens  | 8,65             | 379 (2014)                        | 44                 |
| Saint-Marc-Jaumegarde   | 13095      | Saint-Marcais   | 22,56            | 1 193 (2014)                      | 53                 |
| Saint-Paul-lès-Durance  | 13099      | Saint-Paulais   | 45,81            | 889 (2014)                        | 19                 |
| Simiane-Collongue       | 13107      | Simianais       | 29,84            | 5 534 (2014)                      | 185                |
| Le Tholonet             | 13109      | Tholonétiens    | 10,82            | 2 369 (2014)                      | 219                |
| Trets                   | 13110      | Tretsois        | 70,31            | 10 919 (2016)                     | 155                |
| Vauvenargues            | 13111      | Vauvenarguais   | 54,31            | 1 032 (2014)                      | 19                 |
| Venelles                | 13113      | Venellois       | 20,54            | 8 349 (2014)                      | 406                |
| Ventabren               | 13114      | Ventabrennais   | 26,32            | 5 067 (2014)                      | 193                |
| Vitrolles               | 13117      | Vitrollais      | 36,58            | 33 880 (2016)                     | 926                |

## Président
| Nom | Nom                     | Parti | Début | Fin  | Fonctions               |
| --- | ----------------------- | ----- | ----- | ---- | ----------------------- |
|     | Maryse Joissains-Masini | LR    | 2001  | 2015 | Maire d'Aix-en-Provence |

## Vice-présidents
Le conseil communautaire comptait 15 vice-présidents, élus par le conseil.
|    | Nom | Nom                  | Parti | Mandats                                                               | Qualité |
| -- | --- | -------------------- | ----- | --------------------------------------------------------------------- | --- |
| 1  |     | Gérard Bramoullé     |       | Conseiller municipal d'Aix-en-Provence                                | Délégué aux finances, budget, Informatique, technologie de l'information et haut débit                                                                                |
| 2  |     | Alexandre Gallese    |       | Conseiller municipal d'Aix-en-Provence                                | Délégué aux infrastructures de transports du réseau Aix-en-bus |
| 3  |     | Richard Mallié       | LR    | Maire de Bouc-Bel-Air Conseiller départemental du Canton de Vitrolles | Délégué à l'éco-mobilité |
| 4  |     | Hervé Fabre-Aubrespy | LR    | Maire de Cabriès                                                      | Délégué au sport, équipements sportifs |
| 5  |     | Robert Dagorne       | UDI   | Maire d'Éguilles                                                      | Délégué aux entrées de ville |
| 6  |     | Hélène Lhen          |       | Maire de Fuveau                                                       | Délégué au mandatement - dialogue social |
| 7  |     | Roger Meï            | PCF   | Maire de Gardanne                                                     | Délégué à la culture scientifique et à l'environnement et développement durable, charte de l'environnement et coordination des politiques publiques environnementales |
| 8  |     | Bernard Ramond       | LR    | Maire de Lambesc                                                      | Délégué au cadre de vie, qualité de l’air, lutte contre le bruit |
| 9  |     | Michel Amiel         | F13   | Maire des Pennes-Mirabeau                                             | Délégué aux zones commerciales |
| 10 |     | Georges Cristiani    | SE    | Maire de Mimet                                                        | Délégué à la promotion du territoire |
| 11 |     | Roger Pellenc        | LR    | Maire de Pertuis                                                      | Délégué au développement économique |
| 12 |     | Jacky Gérard         | PS    | Maire de Saint-Cannat                                                 | Délégué au contrôle de gestion, contrôle de l'exécution budgétaire et fiscalité                                                                                       |
| 13 |     | Jean-Claude Féraud   | LR    | Maire de Trets Conseiller départemental du Canton de Trets            | Délégué à l'habitat, équilibre social de l'habitat, programme local de l'habitat et renouvellement urbain                                                             |
| 14 |     | Arnaud Mercier       | LR    | Maire de Venelles                                                     | |
| 15 |     | Loïc Cachon          | PS    | Maire de Vitrolles                                                    | Délégué à l'aménagement de l'espace relatif aux projets Henri Fabre et Cap Horizon                                                                                    |

### Sources
- Le splaf
- La base ASPIC Vaucluse
- La base ASPIC Bouches-du-Rhône